# Saint-Quirc
Saint-Quirc är en kommun i departementet Ariège i regionen Occitanien i södra Frankrike. Kommunen ligger  i kantonen Saverdun som ligger i arrondissementet Pamiers. År 2022 hade Saint-Quirc 369 invånare.

## Befolkningsutveckling
Antalet invånare i kommunen Saint-Quirc
Referens: INSEE